# Пелікан австралійський
Пеліка́н австралі́йський (Pelecanus conspicillatus) — вид птахів з родини пеліканових (Pelecanidae).

## Загальні дані

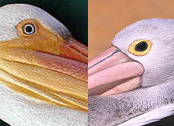
Ліворуч — неоперена ділянка голови Американського білого пелікана в порівнянні з такою Австралійського пелікана (праворуч), в якого вона є діагностичною ознакою виду (докладніше див. в тексті)

Австралійський пелікан є найбільшим на цьому континенті літаючим птахом. Розмах крил у нього від 2,5 до 3,4 метра; вага від 5 до 6,8 кг (зареєстрований рекорд — 8,2 кг); довжина тіла 1,6—1,9 метра; довжина дзьоба 40—50 см (цей вид занесений до Книги рекордів Гіннеса як птах з найбільшою довжиною дзьоба відносно довжини тіла); нижня щелепа складається з двох тонких та рухливо зчленованих кісток, до яких кріпиться піддзьобовий міхур. Цей шкіряний міхур під дзьобом вміщує 9—13 літрів води. Скелет австралійського пелікана надзвичайно легкий (завдяки порам та повітряним «кишеням» всередині кісток), і становить менш ніж 10 % загальної маси тіла. Звичайні звуки, що видає цей пелікан — глибокий грудний рокіт чи бурботіння. В дикій природі птах живе в середньому 10—25 років. У австралійського пелікана спостерігається статевий диморфізм: самці дещо більші за самиць. Очі в австралійських пеліканів коричневі з білою окантовкою. На відміну від усіх інших сучасних видів пеліканів, ділянка оголеної шкіри навколо ока в австралійського пелікана відокремлена від оголеної шкіри основи дзьоба пір'яною перемичкою, утворюючи своєрідні «окуляри», які є діагностичною ознакою виду (див. порівняльне фото вище).

## Розповсюдження

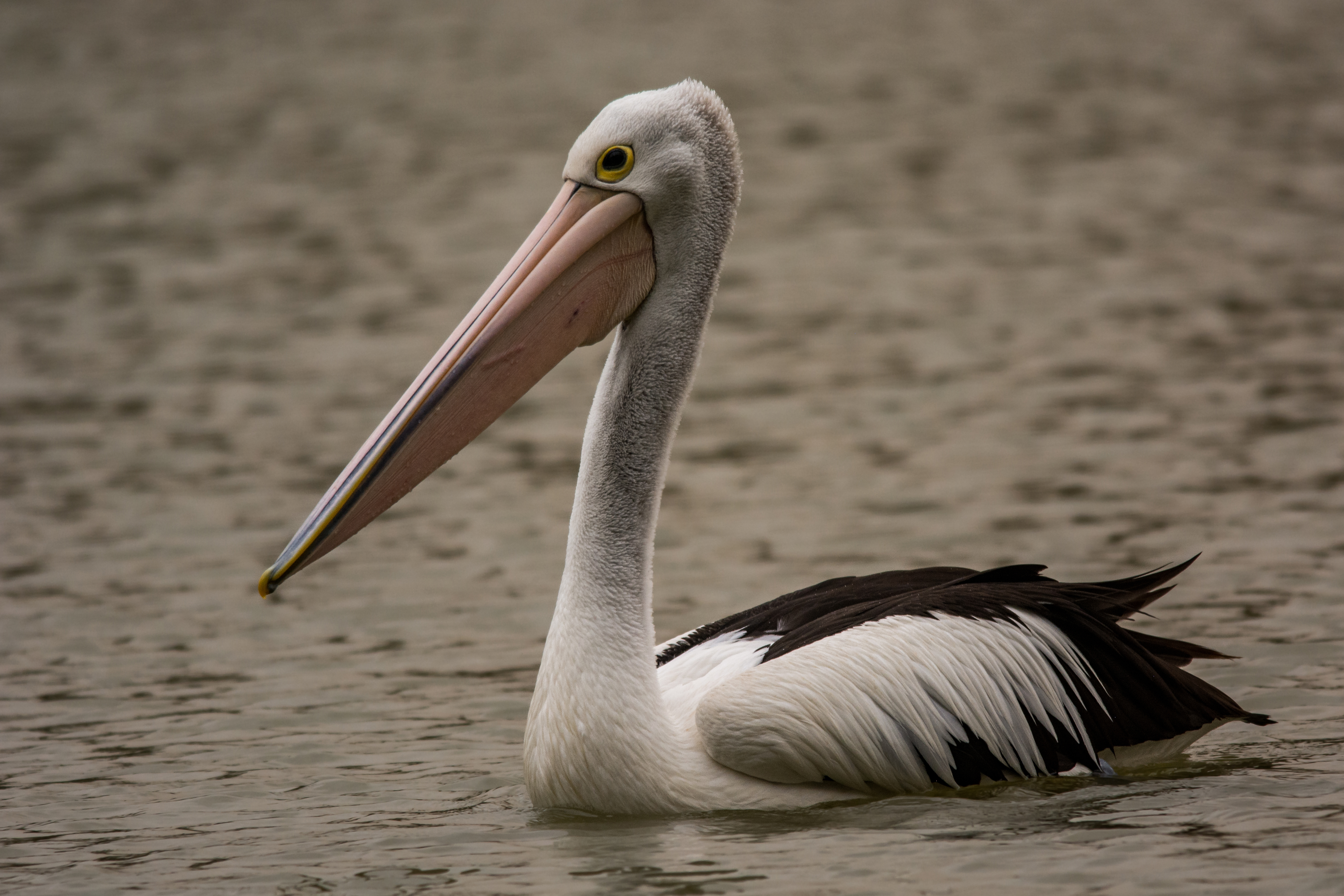
Pelecanus conspicillatus

Австралійський пелікан зустрічається практично на всій території Австралії, Папуа Нової Гвінеї та в Західній Індонезії. Поодинокі зальоти зареєстровані в Новій Зеландії та на різних островах заходу Тихого океану (Палау, архіпелаг Фіджі та ін.) В Австралії цей пелікан може бути знайдений як на прісних водоймах, так і на морських узбережжях, болотах, в естуаріях, на внутрішніх тимчасових водоймах (оз. Ейр тощо), прибережних островах та в заплавах річок.
Вперше про існування виду в Новій Зеландії стало відомо завдяки екземпляру, застреленому в Єрусалимі в 1890 році, та невеликій кількості субфосилій, вперше знайдених на озері Waikaremoana у 1930 році, після чого з'явилися записи про інших мандрівних особин, всього відомо про 7 підтвержених зразків. Пізніше кістки були описані як новий (під)вид, Pelecanus (conspicillatus) novaezealandiae (Scarlett, 1966: «новозеландський пелікан»), оскільки вони виглядали більшими, але Worthy (1998), вивчивши нові матеріали, визначив, що вони нічим не відрізняються від австралійської популяції. Якщо ці великі птахи зберігали тривку гніздову популяцію, вони б, скоріш за все, були б краще представлені у викопному літописі.

## Поведінка

### Харчування

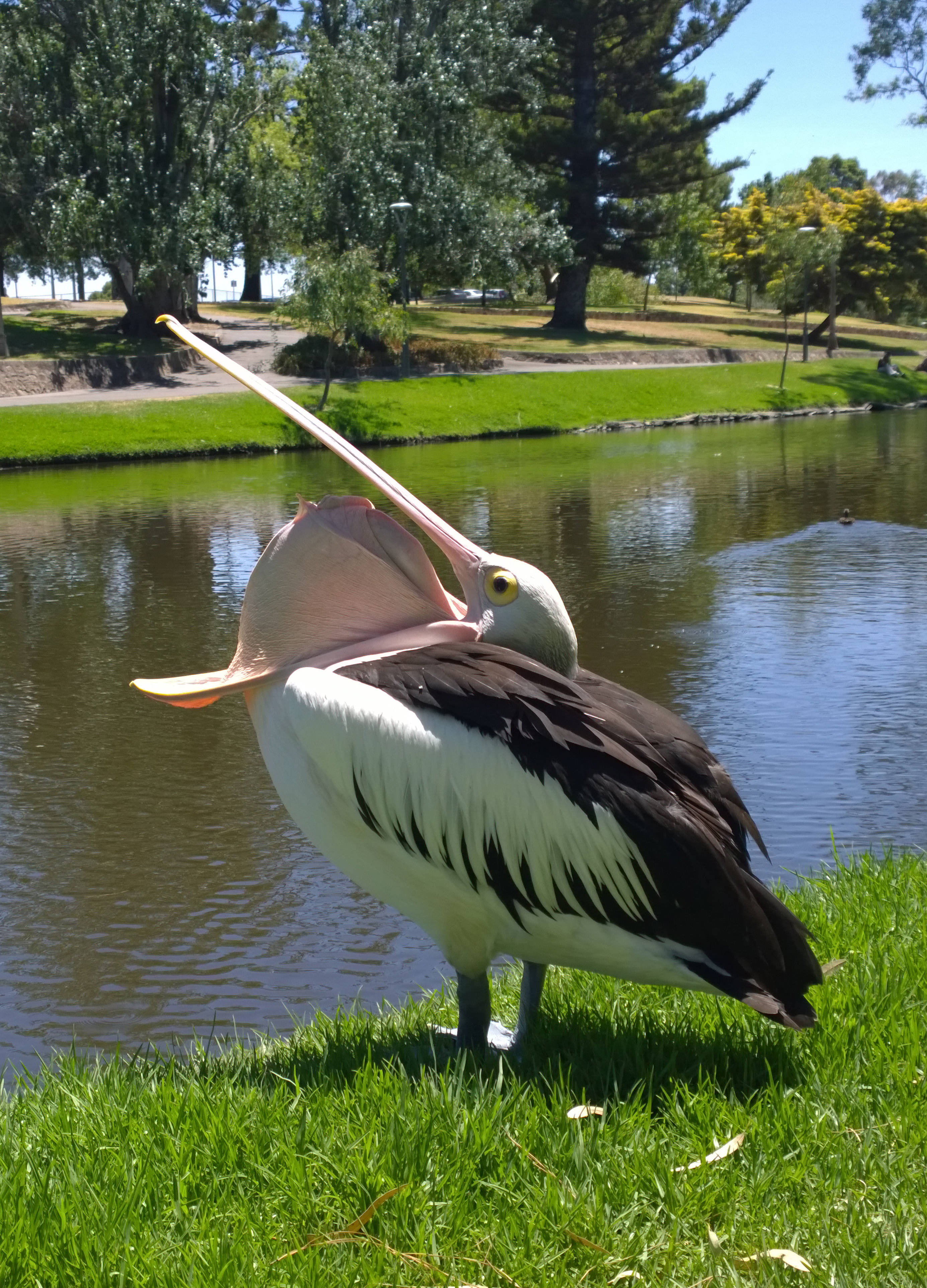

Австралійські пелікани годуються, пірнаючи з головою, коли плавають на поверхні води. Вони працюють групами, щоб загнати рибу на мілководдя, де занурюють свої чутливі дзьоби, щоб схопити здобич.
Найважливішу роль в споживчій поведінці австралійського пелікана грає дзьоб з піддзьобовим міхуром. Дзьоб пелікана є дуже чутливим, і за допомогою його птах може знаходити рибу (або інші харчові об'єкти) в каламутній воді. Для утримання слизької здобичі на дзьобі є загнутий донизу «гачок» (на кінці верхньої щелепи). Коли здобич впіймана, пелікан маніпулює нею таким чином, щоб вона розвернулась головою вниз в напрямку його горла, а потім ковтає, супроводжуючи ковток різкими посмикуваннями голови.
Піддзьобовий міхур ніколи не використовується для зберігання їжі, а тільки як ємність для її короткотермінового утримання. Пелікани занурюють дзьоб під воду, використовуючи міхур як ловчу сітку. Коли що-небудь потрапляє до міхура, пелікан закриває дзьоб та притискає його до грудей. Це витискає воду з дзьоба та дозволяє перевести здобич в позицію, придатну для ковтання. Також пелікани, що мешкають на солоних водоймах, можуть використовувати піддзьобовий міхур для збирання дощової води для пиття.
Пелікан австралійський може живитись поодинці, але частіше птахи збираються в зграї, що часом можуть бути досить великими: так, є відомості про зграю пеліканів австралійських, що складалася більш ніж з 1900 птахів. При полюванні пелікани працюють узгоджено, оточуючи зграю риби та заганяючи її на мілину, для чого використовують занурені під воду відкриті дзьоби та удари по воді крилами. Є також поодинокі непідтверджені відомості про те, що пелікан австралійський може ловити рибу, пікіруючи на неї з повітря, як це звичайно роблять бурий та перуанський пелікани.

#### Здобич
Їхньою основною здобиччю є риба, і вони зазвичай харчуються інтродукованими видами, такими як золота рибка, короп і окунь звичайний. Коли це можливо, вони також їдять місцеву рибу, віддаючи перевагу окуню Leiopotherapon unicolor. Однак, австралійський пелікан, схоже, менш рибоїдний і менш вибагливий у їжі, ніж інші пелікани. Він регулярно харчується комахами та багатьма водними ракоподібними, особливо синіми раками та креветками. Пелікан також з певною частотою полює на інших птахів, таких як мартини, ібіси та чирянки, включаючи яйця, пташенят, сльотків та дорослих птахів, яких він може тримати під водою та топити. Полює на рептилій, амфібій і дрібних ссавців, коли вони доступні. Повідомляється, що вони ковтають навіть маленьких собак. Австралійський пелікан зрідка клептопаразитує інших водоплавних птахів, таких як баклани. Зареєстровані випадки канібалізму дитинчат самих пеліканів.

### Міграції

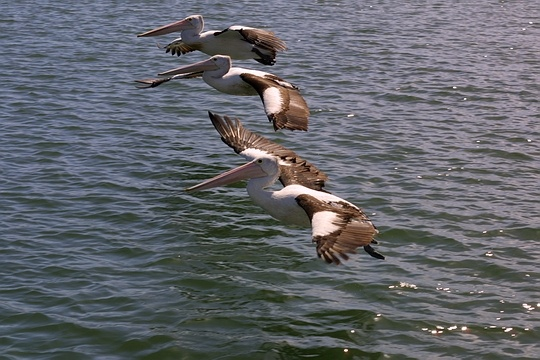
Три пелікани летять понад водою

Австралійський пелікан є високомобільним птахом, що здатний переміщуватись на великі відстані в пошуках придатних водойм та харчових ресурсів. Австралійський пелікан не здатний на довгостроковий маховий політ, але, вдаючись до ширяння, може перебувати в повітрі безперервно більш ніж 24 години, покриваючи при цьому сотні кілометрів. У вільному польоті ці птахи досконало використовують термальні потоки повітря для підйому та наступного підтримання оптимальної висоти польоту. Звичайно австралійські пелікани літають на висоті близько 1000 метрів, але були зареєстровані випадки їхнього підйому до 3000 метрів. Переміщуючись в ширянні від одного термального потоку повітря до іншого, пелікани можуть покривати великі відстані з затратою мінімальних зусиль, розвиваючи швидкість до 56 кілометрів на годину
.

### Розмноження
Для розмноження австралійські пелікани утворюють колонії чисельністю до 40 000 особин. Звичайно такі гніздові колонії розташовуються на островах або на ізольованих ділянках узбережжя. До гніздування австралійський пелікан може вдаватись в будь-який період року залежно від погодних умов. Найважливішим лімітуючим фактором при цьому є кількість опадів.

### Шлюбна поведінка
До розмноження пари приступають після досить тривалого залицяння. Від двох до восьми самців переміщуються слідом за самкою по території колонії, погрожуючи один одному та намагаючись привернути увагу самиці шляхом гойдання відкритими дзьобами. Також самці в цей час можуть підбирати невеликі об'єкти, такі, як палички чи сухі рибки, які вони підкидають у повітря та знову ловлять, повторюючи це по декілька разів підряд.
Пелікани обох статей під час залицяння можуть вдаватись до «аплодисментів», коли вони ляскають дзьобом кілька разів на секунду, завдяки чому по піддзьобовому міхуру пробігають швидкі хвилі, як по прапору під час сильного вітру. По ходу залицянь потенційні кавалери відходять від самиці один за одним, і врешті-решт, після гонитви на землі, у воді та в повітрі, біля самиці залишається тільки один самець, якого вона веде до місця будівництва гнізда. Під час шлюбного періоду колірна гама дзьоба та міхура пеліканів зазнає сильних змін. Передня половина дзьоба стає яскраво-рожевою, в той час, як шкіра міхура біля горла набуває хромово-жовтого забарвлення. Деякі ділянки в верхній частині та в основі дзьоба набувають кобальтово-синього кольору, і з'являється діагональна чорна смуга від основи дзьоба до вершини. Такі зміни кольорів тривають недовго, і інтенсивність забарвлення різко спадає з початком висиджування.

### Гніздування
Гніздо австралійського пелікана являє собою заглиблення в землі, яке готує самиць. Вона вискрібає ямку, використовуючи ноги та дзьоб, і вистилає її рослинними рештками та старим пір'ям. Через 2—3 дні після того, як гніздо готове, самиця відкладає 1—3 яйця, з проміжком до шести (в середньому 2—3) днів між кожним попереднім і наступним. Висиджування починається з першого яйця, і в ньому беруть участь обидвоє батьків. При висиджуванні пелікани закочують яйця на лапи. Висиджування триває 32—35 діб.

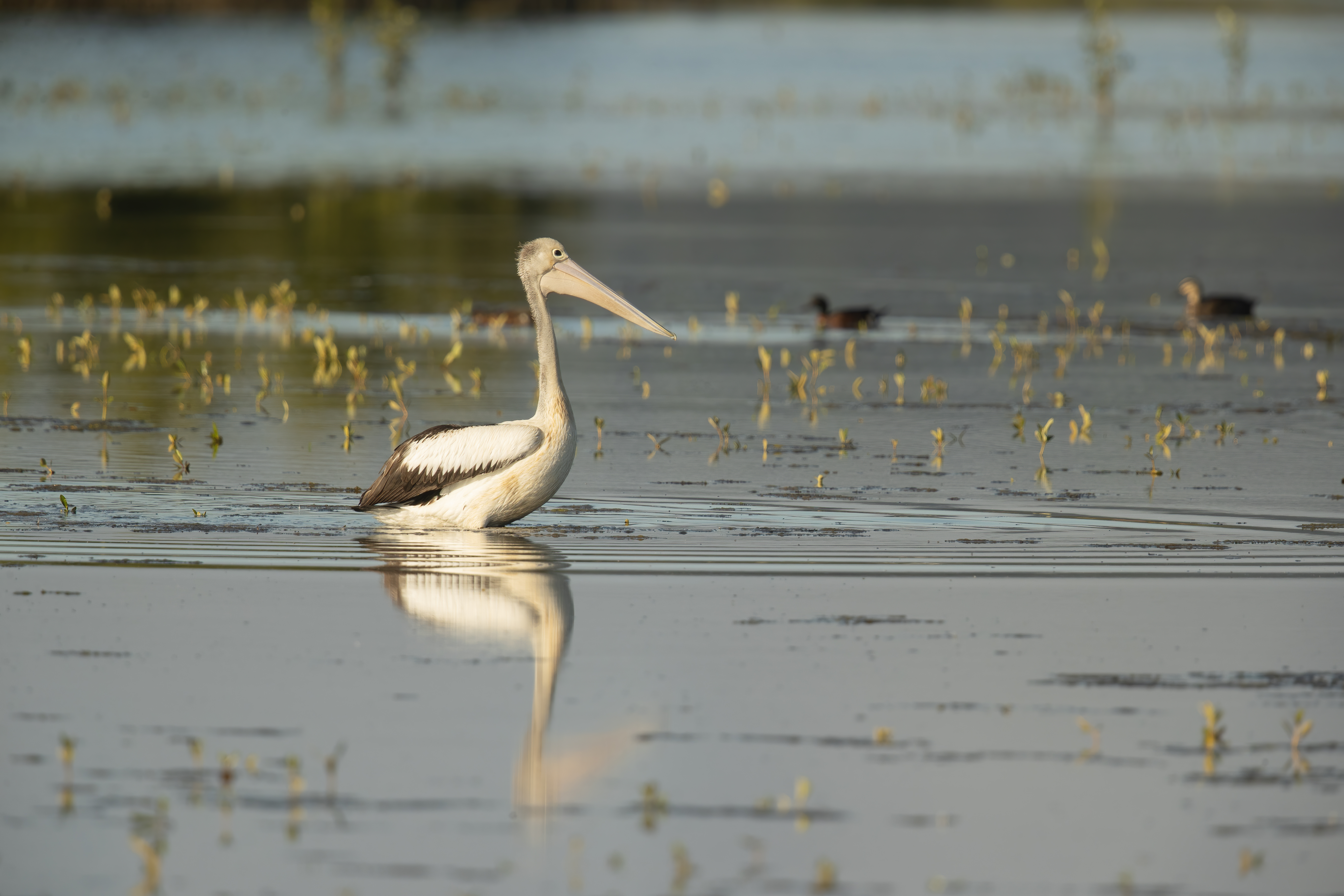
Підрослий пелікан

Перше пташеня зазвичай помітно більше за інших. Воно отримує більшу частину їжі та може навіть атакувати та вбивати пташенят, що вивелись після нього. Дослідження, проведені Королівським Зоологічним товариством Південної Австралії, показали, що така асинхронність виведення пташенят є важливим адаптивним механізмом, який впроваджує «страховку» на випадок загибелі першого пташеняти. Новонароджені пташенята австралійського пелікана мають великий дзьоб, великі випуклі очі та шкіру, яка виглядає, як дрібнозернистий пластик. Шкіра навколо очей поцяткована темними плямками різної яскравості, а колір очей пташенят може варіювати від практично білого до темно-коричневого. Ці варіації допомагають батькам відрізнити своє пташеня серед сотень інших під час годування. Пташенята покидають гніздо у віці від 10 до 20 днів і приєднуються до відносно однорідних груп чисельністю до 100 особин, що називаються «яслами». В «яслах» вони проводять до двох місяців і наприкінці цього періоду стають здатними до польоту і фактично самостійними.

## Загрози та лімітуючі фактори
Найбільшим природним лімітуючим фактором для австралійського пелікана є ступінь забезпеченості придатними для життя водоймами. Так, наприклад, під час заповнення водою западини озера Ейр в 1974–1976 роках майже вся популяція австралійського пелікана була сконцентрована в цьому районі, а на узбережжях континенту спостерігались лише поодинокі особини. Коли ж озеро Ейр знову висохло, зграї пеліканів швидко повернулись на морські узбережжя, а окремі групи в той рік спостерігались на зальотах в Новій Зеландії, на острові Різдва та архіпелазі Палау.
Найбільшою антропогенною небезпекою для австралійських пеліканів вважаються гачкові знаряддя для рибальства. Гачки пошкоджують шкіряний міхур пелікана, що часто призводить до загибелі птаха.

## Галерея

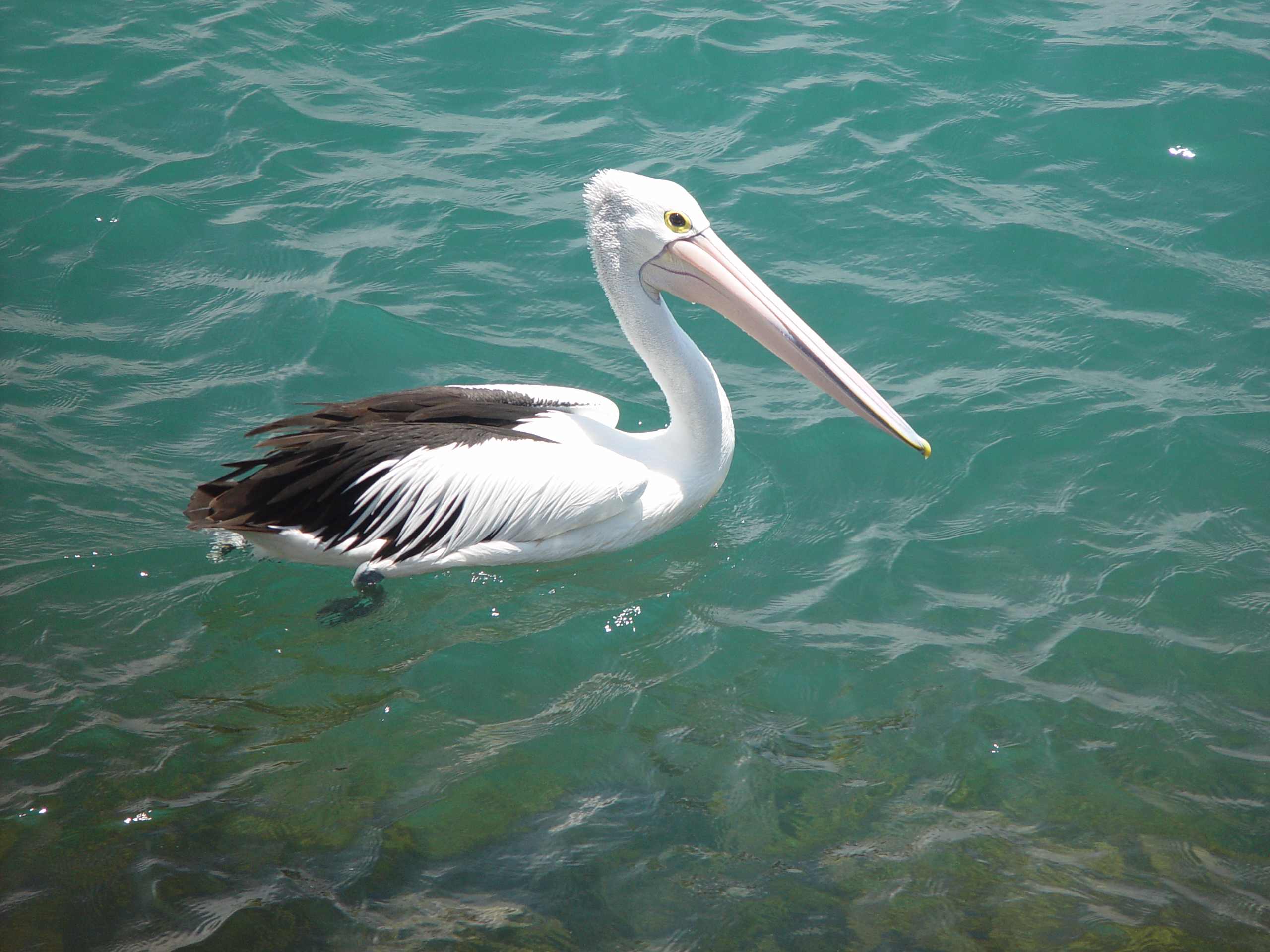
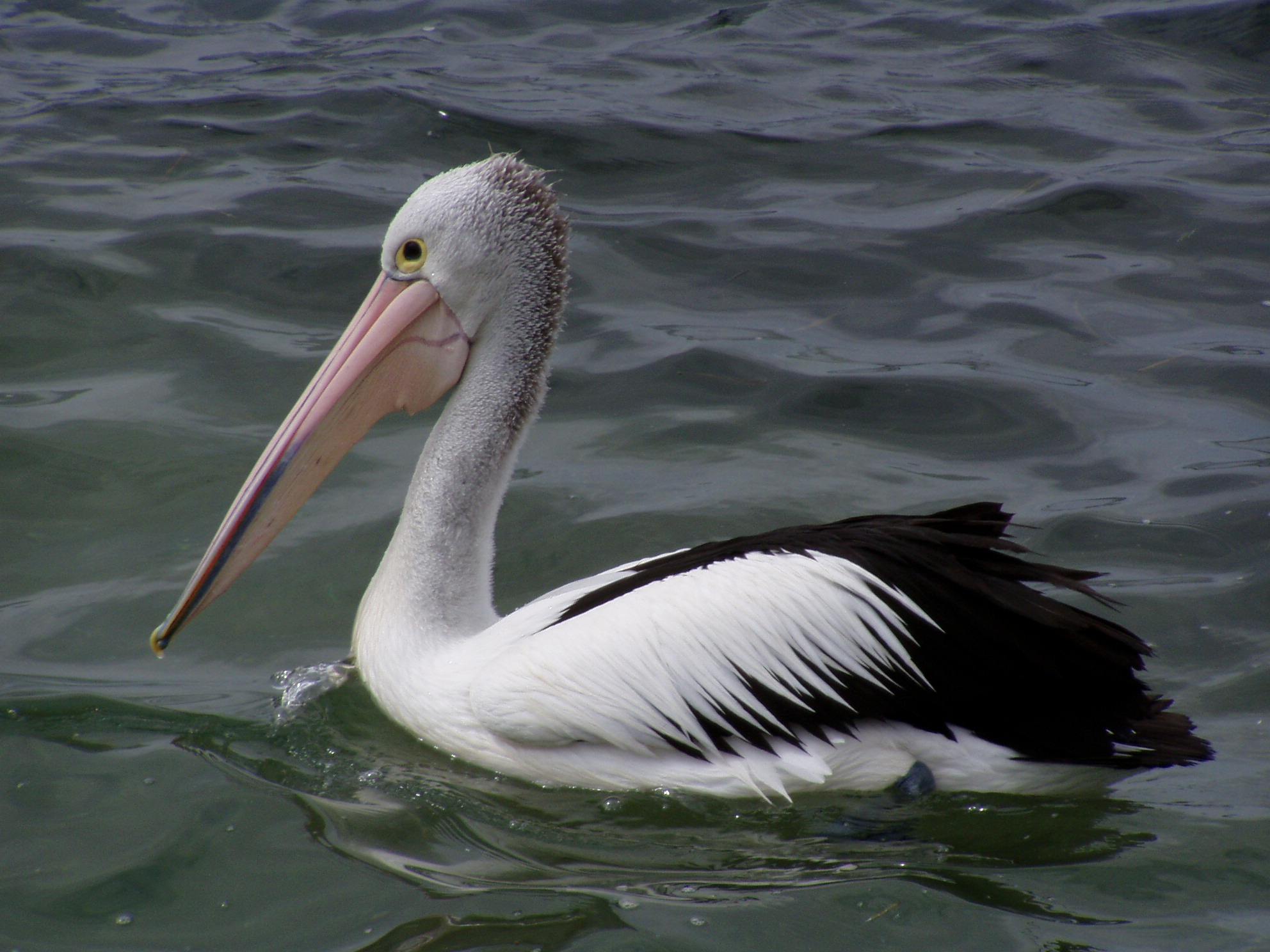
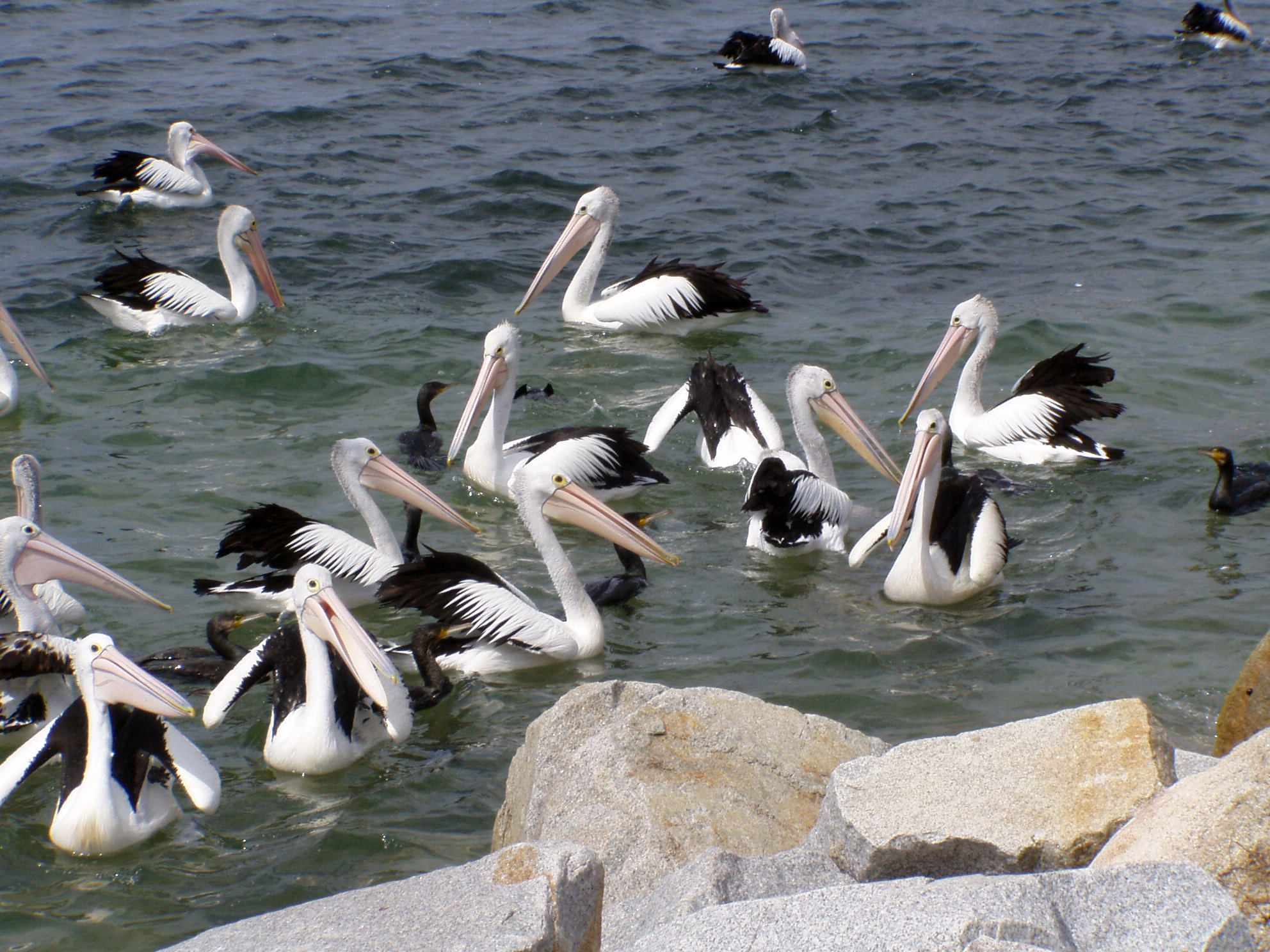
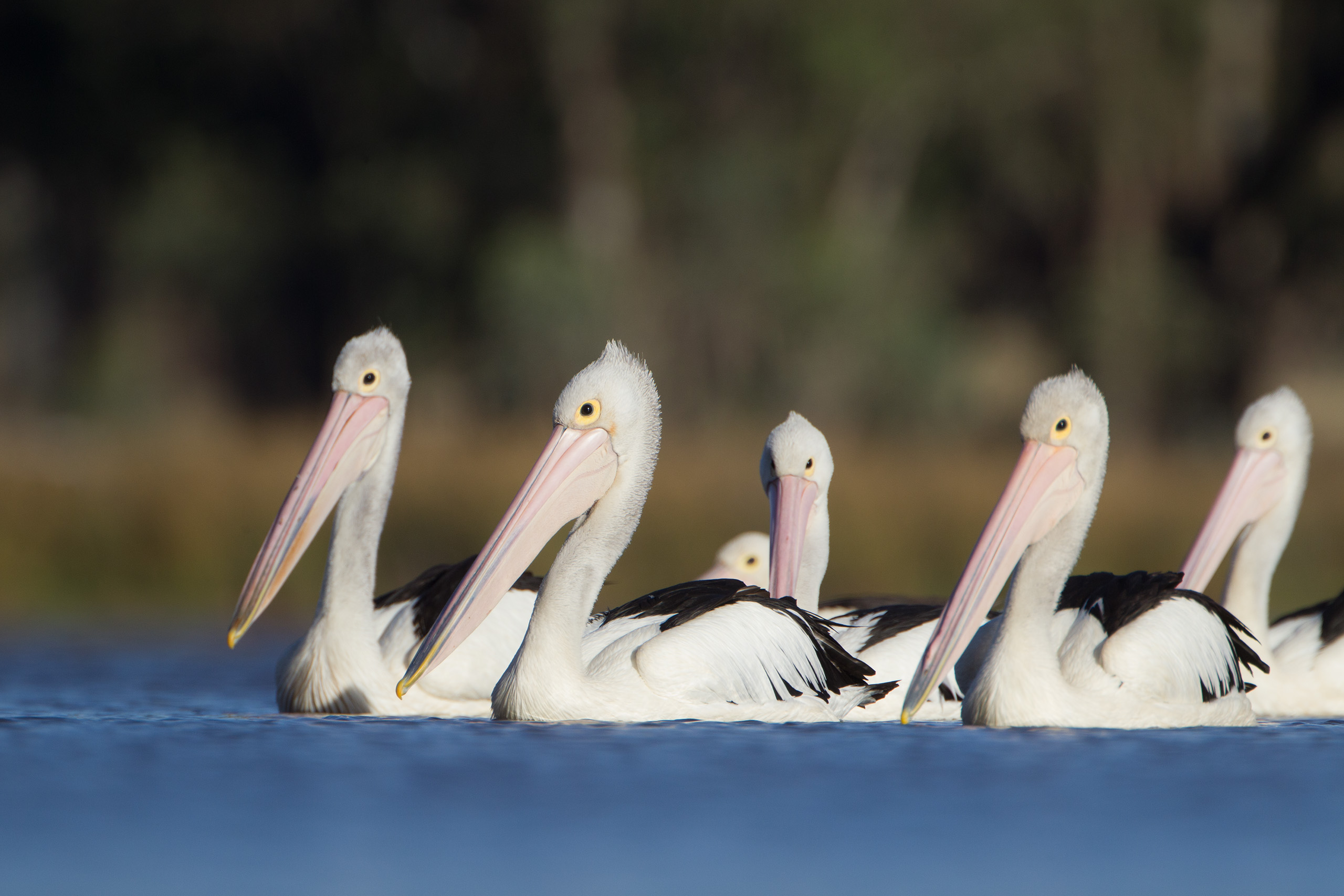

## Використання образу в культурі
Австралійський пелікан має в Австралії помітну популярність. Зокрема, його зображення використовується на австралійських поштових марках. Також австралійський пелікан в Австралії є популярним прототипом для дитячих іграшок.